# Neptis formosana
Neptis formosana är en fjärilsart som beskrevs av Matsumura 1929. Neptis formosana ingår i släktet Neptis och familjen praktfjärilar. Inga underarter finns listade i Catalogue of Life.